# Trelleborg (đô thị)
Đô thị Trelleborg (tiếng Thụy Điển: Trelleborg kommun) là một đô thị ở hạt Skåne của Thụy Điển. Thủ phủ là thị xã Trelleborg. Dân số thời điểm 31 tháng 12 năm 2000 là 38429 người.